# Radiografia de tòrax
Una radiografia de tòrax és una radiografia de projecció del tòrax utilitzada per diagnosticar trastorns que l'afecten (ja sigui del seu contingut i, ocasionalment de les estructures properes). Les radiografies de tòrax són de les més habituals en medicina.

## Usos mèdics
Les afeccions comunament identificades per radiografia de tòrax són:
- Pneumònia[1]
- Pneumotòrax
- Malaltia pulmonar intersticial[2]
- Insuficiència cardíaca[3]
- Cardiomegàlia
- Fractures
- Hèrnia hiatal